# Via del Corso

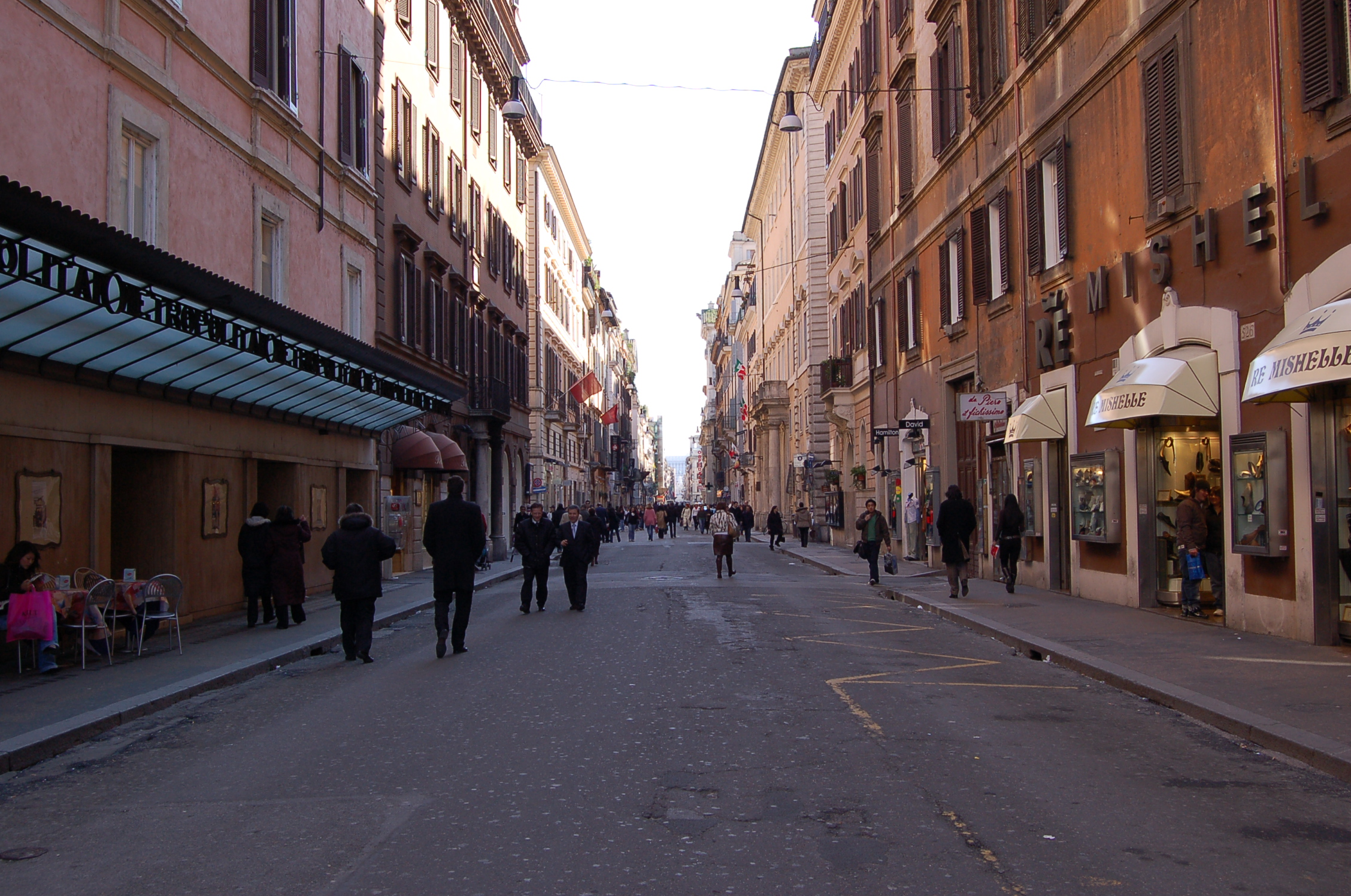
De Via del Corso

De Via del Corso, ook wel bekend als de Corso, is een belangrijke weg in Rome.
De Via del Corso is 1,5 kilometer lang en loopt van de Piazza Venezia naar de Piazza del Popolo. Een bekende bewoner van de straat was de Duitse filosoof Goethe, die van 1786 tot 1788 op nummer 18 woonde. Zijn huis is vandaag de dag een museum.
Waar nu de Via del Corso ligt, liep vroeger de Via Flaminia. Het deel van deze weg dat in Rome zelf lag, werd van het andere gedeelte afgesloten door de bouw van een stadspoort in de Aureliaanse Muur, de huidige Porta del Popolo en kreeg daarna de naam Via Lata ('Brede weg').
In de vijftiende eeuw kreeg de straat zijn huidige naam. Toen werd namelijk de race van paarden zonder ruiters, “La Corso dei Barbari”, verplaatst naar deze straat die daarna dan "Via del Corso" werd genoemd. In deze eeuw werd het Romeinse Carnaval opnieuw geïntroduceerd en bij dit carnaval hoorden de gebruikelijke paardenraces, die voorheen in de Romeinse wijk Testaccio werden gehouden. Tot 1662 stond er een grote Romeinse triomfboog, de Boog van Portugal, uit vermoedelijk de 2e eeuw midden op de Via del Corso. Paus Alexander VII liet dit monument afbreken om meer ruimte te krijgen voor de races. De laatste race werd gehouden in 1882.